# Weblabor
A Weblabor az NJSZT WFSZ hivatalos internetes portálja, web alapú fejlesztésekkel kapcsolatos kérdésekkel foglalkozik, ötleteket, megoldásokat nyújt. Hírei, cikkei, ajánlott linkjei webalapú alkalmazások fejlesztői számára lehetnek hasznosak, a közösségi szolgáltatások ilyen környezetben felmerült problémák esetén nyújtanak segítséget.

## A közösségről
A Weblabort a közösség tagjai szerkesztik a közösség számára. Ezért a szerkesztők arra törekednek, hogy minél többen bekapcsolódjanak az értékes tartalmak összegyűjtésébe és megosztásába. Folyamatosan egyre többen vannak, akik szívesen járulnak hozzá a minőségi tartalmak gyarapításához a szerkesztőkön kívül is. A jó személyes kapcsolat kialakítására is törekszik a szerkesztőség a közösség különböző tagjaival, erre találkozókon és konferenciákon is lehetőséget teremtenek, ahol lehetőség van a személyes kapcsolatok kialakítása. Egy esetleges következő hasonló lehetőség a portál hírei között mindig megtalálható.

## Történet
A Weblabor 1999 májusában indult Somkuti Sándor „Manu oldalak” webhelyének kiterjesztéseként, Hojtsy Gábor társulásával. A sok változást megélt eredeti oldal hosszabb írásokat közölt, ingyenes szolgáltatásokat nyújtott és népszerű levelezőlistákat üzemeltetett. 2003 elején egyesült a 2001 májusában Granc Róbert által indított PHPInfo magazinnal, amely aktuális hírekkel, linkekkel szolgált felhasználóinak. Így a kétféle szolgáltatási elem együtt érhető el a Weblabor keretein belül, és a tartalmak további bővítésére nyílt lehetőség.

## A webhely technikai háttere
A portált a nyílt forráskódú Drupal rendszer szolgálja ki, melyet az egyedi igények szerint Hojtsy Gábor és Bártházi András szabott testre. A magyar fordítást a Drupal.hu fordítói csapata készítette.
A programok változáskezelését Subversion verziókezelő rendszerrel végzik. A webhely oldalain megjelenő HTML és CSS kódok esetében igyekeznek a web szabványokhoz igazodni. A szerkesztők szerint ezen ajánlások betartásában és a helyes megjelenés ellenőrzésében legtöbbet a Mozilla böngészőcsalád segíthet, különösen a Firefox böngésző.
Az oldalon található levelezőlistákat a Mailman levelezőrendszer segítségével üzemeltetik, a keresésért a mnoGoSearch program felelős. A webhely Debian Linux operációs rendszeren, Apache webszerver segítségével, MySQL adatbáziskezelővel, PHP, Perl és Python nyelveken írt programokkal szolgálja a látogatókat. Az oldalon található forráskódokat a Drupal rendszerbe integrált Colorer programmal színezik.

## Felhasználói csoportok

### O'Reilly Felhasználói Csoport
A Weblabor 2004 augusztusában csatlakozott az O'Reilly User Group programhoz, melynek keretében támogatást kapnak az O'Reilly kiadótól könyvek, promóciós anyagok és 20% O'Reilly termék és konferencia kedvezmény keretében. A gyümölcsöző együttműködésnek köszönhetően a legfrissebb szakkönyvekről tudnak hírt adni.

### Peachpit Felhasználói Csoport
2004 decemberében vették fel a kapcsolatot a Peachpit kiadóval, melynek keretében a kiadó könyvekkel és promóciós anyagokkal támogatja az oldalt.

### Pearson Felhasználói Csoport
Szintén 2004 decemberében vették fel a kapcsolatot a Pearson kiadóval, melynek keretében a kiadó könyvekkel és promóciós anyagokkal támogatja az oldalt.

## Külső hivatkozások
- Weblabor weboldal, blog
- NJSZT Webalkalmazások Fejlesztése Szakosztály
- Neumann János Számítógép-tudományi Társaság
- Ős Weblabor archívumok